# Lappula heteracantha
Lappula heteracantha är en strävbladig växtart som först beskrevs av Carl Friedrich von Ledebour, och fick sitt nu gällande namn av Gürke. Lappula heteracantha ingår i släktet piggfrön, och familjen strävbladiga växter. Inga underarter finns listade i Catalogue of Life.